# Tatort: Mietsache
Mietsache ist ein Fernsehfilm aus der Kriminalreihe Tatort der ARD und des ORF. Der Film wurde am 5. Oktober 2003 auf dem Kanal Das Erste erstmals gesendet. In seinem sechsten Fall muss Kriminalhauptkommissar Casstorff (Robert Atzorn) den Tod eines Miethais aufklären.

## Handlung
Rückblick: In einem herrschaftlichen Anwesen streiten sich drei Männer um nicht bezahlte Rechnungen. Nach einem Schuss liegt einer von ihnen tot auf dem Schreibtisch, neben ihm findet sich ein blutbespritzter Brief, der mit der Zeile beginnt „Für Marion.“
Gegenwart: Einer der drei Männer begibt sich vom Hamburger Hauptbahnhof in den Rotlicht-Bezirk und trinkt dort erst einmal mehrere Korn, er scheint verzweifelt zu sein. Danach versucht er, in ein Haus zu kommen, wird aber von einer Bewohnerin abgewiesen. Im Morgengrauen wird ein auffällig gekleideter Mann tot aus der Alster geborgen. Bei einer Obduktion wird Badeschaum in seiner Lunge festgestellt. Die weiteren Ermittlungen weisen ihn als den gescheiterten Immobilienbesitzer und Pornofilm-Produzenten Heinrich Kehl aus. Ihm gehörte ein großes Mietshaus in Hamburg, das er jedoch  auf seine Schwester Johanna überschrieben hatte, die mittlerweile am Amazonas lebt. Der mit dem Fall betraute Kriminalhauptkommissar Casstorff und sein Kollege Holicek sowie die Spurensicherung finden Kehls Wohnung klinisch rein vor. Die Mieter haben durch die Bank ein spezielles Verhältnis zu Kehl wie aber auch untereinander. Viele fühlten sich ausgebeutet, einige hatten sich gut mit ihm arrangiert. 
Kehl hat seit der Pleite seines Leipziger Immobilienimperiums etliche Leichen im Keller, und nicht nur ehemalige Geschäftspartner hätten ein Motiv, sich an ihm zu rächen. Einen guten Grund hat vor allem sein ehemaliger Mitarbeiter Friedrich Bürger, dem Kehl vor Gericht die Hauptschuld an der Pleite angelastet hatte. Entgegen der ersten Annahme, dass Bürger in Leipzig sei, wird Holicek von dessen Frau darüber informiert, dass er sich bei seiner Cousine Margarete in Hamburg aufhalte. Bei Friedrich Bürger handelt es sich um einen der drei Männer aus der Einstiegsszene. Bei seinem desorientierten und alkoholisierten Gang durch Hamburg wird er plötzlich auf die Straße gestoßen. Am selben Abend bricht ein Feuer im Keller des kehlschen Mietshauses aus.
Holicek konfrontiert Bürger im Krankenhaus mit dem Tod von Kehl, der ihn wissen lässt, dass er Kehl am liebsten selbst umgebracht hätte, dafür aber zu betrunken gewesen sei. Zwei Zimmer weiter besucht Carmen Radzynska, eine neue Mitbewohnerin in Kehls Mietshaus, ihre geistig verwirrte Mutter Marion Schuller. Wie sie gegenüber Casstorff zugibt, ist ihr Vater damals in Leipzig als Bauunternehmer von Kehl in den Bankrott getrieben worden, da dieser seine Rechnungen nicht mehr beglichen habe. Aber sie hätten sich ausgesprochen, und er habe ihr eine Wohnung in seinem Haus zu günstigen Konditionen vermietet. Als Friedrich Bürger sich selbst aus dem Krankenhaus entlassen will, trifft er auf Carmen Radzynska. Zusammen besteigen sie ein Taxi. Während der Fahrt gesteht die junge Frau Bürger, dass sie Kehl getötet habe.

## Rezeption

### Einschaltquoten
Die Erstausstrahlung von Mietsache am 5. Oktober 2003 wurde in Deutschland von insgesamt 7,09 Millionen Zuschauern gesehen und erreichte einen Marktanteil von 20,5 Prozent für Das Erste.

### Kritik
Die Kritiker der Fernsehzeitschrift TV Spielfilm attestierten zwar „hübsche Hamburg-Bilder“, bemängelten jedoch, dass es „der Story an Spannung fehle“ und „die Dialoge vor Sprechblasen strotzen“ würden, genervt zeigten sie sich über den miesgelaunten Kommissar, was zusammengefasst wurde in dem Satz: „Muffelige Moralmär um Mieter und Mord“.